# Gennaro Di Napoli
Gennaro Di Napoli (Napoli, 5 marzo 1968) è un ex mezzofondista italiano, è stato per lungo tempo primatista nazionale dei 1 500 metri piani all'aperto e dei 3 000 metri piani al coperto.
A livello internazionale è stato due volte campione mondiale indoor (1993. 1995) e una volta campione europeo indoor (1992) dei 3 000 metri piani, nonché vice-campione europeo dei 1 500 metri piani nel 1990. Vanta anche un titolo europeo juniores, un oro ai Giochi del Mediterraneo, quattro vittorie in Coppa Europa e sette titoli nazionali.
Ha inoltre fatto parte della squadra che ha vinto gli Europei di cross nel 1998.

## Biografia
Napoletano di nascita, si è trasferito sin da piccolo con la famiglia a Milano in zona Rogoredo ed attualmente vive a San Donato Milanese con la moglie Graziella ed il figlio Mattia nato nel 1998.
È stato uno specialista nelle distanze dagli 800 m ai 5000 m, arrivando a vincere la medaglia d'oro ai campionati Europei Juniores nel 1987 e d'argento ai Campionati Europei di atletica leggera nel 1990 a Spalato sui 1500 m, rimanendo fuori zona medaglia ai Mondiali di Tokyo dove giunge ottavo. Risultato che ripete nell'edizione del 1997 mentre in quella del 1995 chiude dodicesimo. In quest'ultima gareggia anche nei 5000 m dove arriva undicesimo.
Di Napoli ha battuto più volte l'algerino Noureddine Morceli, campione del mondo in carica: nel 1990 al Meeting di Rieti, dove ottenne il record italiano dei 1500 m con 3:32.78, e nel 1992 al Golden Gala di Roma. Non è riuscito a brillare ai Giochi Olimpici di Barcellona nel 1992, mancando l'obiettivo di entrare in finale a causa di una microfrattura procuratasi al meeting di Parma due settimane prima dell'evento olimpico.
Nel 1992 ha vinto i Campionati Europei Indoor nei 3000 m a Genova. Nel 1993 ha vinto i 3000 m indoor ai Campionati del Mondo a Toronto, titolo che ha difeso nell'edizione del 1995 di Barcellona. Arriva quarto nelle due edizioni successive a Parigi e Mahebashi. Inoltre ha vinto 4 volte la Coppa Europa sui 5000 m ed ha rappresentato l'Europa nella Coppa del mondo a Barcellona nel 1991.
Campione europeo a squadre di cross, campione europeo 4 × 1500 m.
È ancora detentore dei record italiani del miglio, dei 2000 m e 3000 m piani indoor. 

### Dopo il ritiro
Nel settembre del 2006 ha attivato la prima Web Tv e Web Radio interamente dedicata all'atletica leggera denominata Track & Field Channel TV. e nel 2009 replica la Web Tv e Web Radio dedicata al gioco del Golf denominata Golf Channel One TV. È cofondatore con il figlio Mattia della Web Radio e TV "Radio Rap TV" www.radiorap.tv, e'ora Performance Rep (Calcio & Running) di Puma.
Nel gennaio del 2013 fonda l'associazione "A come Atletica" con gli ex compagni di nazionale.
Elenco dei soci fondatori in ordine alfabetico: Antonella Capriotti, Giuseppina Cirulli, Gianni Cecconi, Gennaro Di Napoli, Dario D'Ottavio, Saverio Gellini, Carlo Grippo, Debora Locatelli, Marisa Masullo, Fabio Moretti, Gustavo Pallicca, Claudio Petrucci, Alessandro Pezzatini, Stefano Raddi, Danilo Ramirez, Nicoletta Tozzi, Marco Ugolini.
Grande appassionato di Golf (6HDC) e socio onorario della FIG, testimonial ed organizzatore di social eventi (Run&Golf, Fashion Run, Social Run, Sneakers Run) è stato insignito della carica di "Cavaliere D'italia"

## Record nazionali

### Seniores
Distanze di campionati internazionali
- 1 500 metri piani: 3'32"78 ( Rieti, 9 settembre 1990) - fino al 30 maggio 2024
- 1 500 metri piani indoor: 3'38"58 ( Genova, 18 febbraio 1992) - fino al 22 febbraio 1997
- 3 000 metri piani indoor: 7'41"05 ( Parigi, 9 marzo 1997) - fino al 3 Febbraio 2024

Altre distanze
- Miglio: 3'51"96 ( San Donato Milanese, 30 maggio 1992) - fino al 12 giugno 2025
- 2 000 metri piani: 4'55"0 m ( Torino, 26 maggio 1991) - attuale detentore
- 3 000 metri piani: 7'39"54 ( Formia, 18 maggio 1996) - attuale detentore

### Promesse(under 23)
- 1 500 metri piani: 3'32"78 ( Rieti, 9 settembre 1990) - fino al 30 maggio 2024

## Palmarès
| Anno | Manifestazione          | Sede       | Evento       | Risultato  | Prestazione | Note             |
| ---- | ----------------------- | ---------- | ------------ | ---------- | ----------- | ---------------- |
| 1987 | Europei juniores        | Birmingham | 1500 m piani | Oro        | 3'52"10     |                  |
| 1988 | Giochi olimpici         | Seul       | 1500 m piani | Semifinale | 3'43"58     |                  |
| 1990 | Europei                 | Spalato    | 1500 m piani | Argento    | 3'38"60     |                  |
| 1991 | Giochi del Mediterraneo | Atene      | 1500 m piani | Oro        | 3'42"80     |                  |
| 1991 | Mondiali                | Tokyo      | 1500 m piani | 8º         | 3'36"56     |                  |
| 1992 | Europei indoor          | Genova     | 3000 m piani | Oro        | 7'47"24     |                  |
| 1992 | Giochi olimpici         | Barcellona | 1500 m piani | Semifinale | 3'39"56     |                  |
| 1993 | Mondiali indoor         | Toronto    | 3000 m piani | Oro        | 7'50"26     |                  |
| 1993 | Mondiali                | Stoccarda  | 1500 m piani | 12º        | 3'47"38     |                  |
| 1994 | Europei                 | Helsinki   | 1500 m piani | 9º         | 3'39"96     |                  |
| 1995 | Mondiali indoor         | Barcellona | 3000 m piani | Oro        | 7'50"89     |                  |
| 1995 | Mondiali                | Göteborg   | 5000 m piani | 11º        | 13'46"51    |                  |
| 1996 | Giochi olimpici         | Atlanta    | 5000 m piani | 12º        | 13'28"36    |                  |
| 1997 | Mondiali indoor         | Parigi     | 3000 m piani | 4º         | 7'41"05     | Record nazionale |
| 1997 | Mondiali                | Atene      | 1500 m piani | Semifinale | 3'39"45     |                  |
| 1999 | Mondiali indoor         | Maebashi   | 3000 m piani | 4º         | 7'55"60     |                  |
| 2000 | Europei indoor          | Gand       | 3000 m piani | 7º         | 7'55"51     |                  |

## Campionati nazionali
- 3 volte campione italiano assoluto dei 1 500 metri piani (1990, 1991 e 1992)
- 1 volta campione italiano assoluto dei 5 000 metri piani (2000)
- 3 volte campione italiano assoluto indoor dei 3 000 metri piani (1997, 1999 e 2000)

1990
- Oro ai campionati italiani assoluti (Pescara), 1500 m piani - 3'43"32

1991
- Oro ai campionati italiani assoluti (Torino), 1500 m piani - 3'40"85

1992
- Oro ai campionati italiani assoluti (Bologna), 1500 m piani - 3'40"17

1996
- Oro ai campionati italiani di corsa campestre - 36'22"

1999
- Oro ai campionati italiani assoluti indoor, 3000 m piani - 7'49"09

2000
- Oro ai campionati italiani assoluti (Milano), 5000 m piani - 13'39"82
- Oro ai campionati italiani assoluti indoor, 3000 m piani - 7'51"3 m

2002
- Bronzo ai campionati italiani assoluti indoor, 3000 m piani - 7'57"96

2004
- Bronzo ai campionati italiani assoluti, 5000 m piani - 13'58"45
- 8º ai campionati italiani assoluti indoor, 1500 m piani - 3'51"44

2005
- 4º ai campionati italiani assoluti indoor, 3000 m piani - 8'07"11

## Altre competizioni internazionali
1987
- 9º al Cross dell'Altopiano ( Clusone)

1989
- 4º in Coppa del mondo ( Barcellona), 1500 m piani - 3'36"65
- Bronzo in Coppa Europa ( Gateshead), 1500 m piani - 3'48"61
- Oro al Trofeo Sempione ( Milano), 8,15 km

1991
- Bronzo in Coppa Europa ( Francoforte), 1500 m piani - 3'44"75

1995
- Oro in Coppa Europa ( Villeneuve-d'Ascq), 5000 m piani -13'45"57

1996
- Oro in Coppa Europa ( Madrid), 5000 m piani - 13'52"34

1997
- Argento in Coppa Europa ( Monaco), 1500 m piani - 3'37"81
- Oro in Coppa Europa ( Monaco), 5000 m piani - 13'38"33

1998
- 11º al Giro Media Blenio ( Dongio) - 29'52"

1999
- Oro in Coppa Europa ( Parigi), 5000 m piani - 13'53"37

2002
- 6º alla 10 km di Treviso ( Treviso) - 31'31"

2004
- 11º alla 10 km di Pasquetta ( Gualtieri) - 30'09"